# باسا- فينتي
باسا- فينتي بلدية في ولاية ميناس جيرايس في المنطقة الجنوبية الشرقية من البرازيل.   